# Amy Juergens
Amy Juergens è il personaggio protagonista della serie televisiva statunitense La vita segreta di una teenager americana.
Nel telefilm viene descritta come una ragazza carina e sensibile, e rimane incinta a 15 anni al campo della banda dopo una notte trascorsa con il batterista Ricky che non ha mai amato. Amy vuole sposare Ben e vorrebbe trascorrere tutta la sua vita con lui, anche se il bambino non era nei suoi piani. Ha dei profondi legami con la sorella che è la prima della famiglia a sapere della gravidanza di Amy. Nella seconda serie prende una piega sarcastica ed ha un carattere da donna in carriera stressata.

## Biografia del personaggio

### Gravidanza
Amy è una ragazzina di 15 anni che vive in California. La sua passione principale è suonare il corno francese. Lei frequenta la Ulysses S. Grant High School. Rimane incinta a 15 anni dopo una notte di sesso deludente nel campo della banda con il batterista Ricky Underwood, e quando lo racconta alle sue amiche nemmeno lei sa come sia potuto accadere. Nell'episodio della prima stagione "Come tutto è iniziato", si vede Ricky che cerca di affascinarla e lei distrattamente lo guarda smettendo di suonare il corno. Inizia una chiacchierata nella quale lui le dice che è in cerca di una ragazza e comincia a baciarla fino a convincerla a rimanere in camera. Rientrata a scuola racconta tutto alle amiche Lauren e Madison che le procurano un test di gravidanza: il risultato è positivo. Amy appare sconvolta, non si confida con i genitori e decide di andare dal medico da sola. Dopo questa scoperta si sente sola ma incontra Ben, ragazzo che si prenderà cura di lei e del bambino, e che le chiederà di sposarsi, cosa che i genitori di Amy non sono disposti a lasciarle fare. Parlerà della sua gravidanza prima con la sorella Ashley e dopo con i suoi genitori quando è incinta di tre mesi. Nell'episodio "Scelte importanti" si vede lei in vestaglia appena sveglia e l'orologio che segna le 6 del mattino: è in questo momento che avviserà la mamma di aspettare un bambino. Subito decide di abortire ma ci ripensa e decide di andare a vivere da nonna Mimsy la quale successivamente le rivelerà di avere l'Alzheimer. In un primo momento, Amy sembra prendere in considerazione l'adozione. Abbandona per un periodo da scuola. Successivamente si sposa con documenti falsi con Ben ma il matrimonio non è valido. Avrà un momento di dispersione perché si abbandona fra le braccia di Ricky mentre Ben li vede. I genitori le cercano dei genitori adottivi per il bambino nonostante Ricky dice di volere il bambino. Nell'episodio "Una decisione difficile" decide di tenere il bambino: lei trova lavoro e il posto alla chiesa dove tenere il futuro figlio e anche Ben e Ricky lavoreranno entrambi presso la macelleria di Leo, il padre di Ben. Durante la festa per il bambino Amy ha le doglie: all'ospedale diventa nervosa e isterica per il dolore che sta subendo. Vuole che ci sia anche Ricky. Il nome del bambino lo sceglie la sorella: si chiamerà John.

### Nascita di John
Il nome del figlio John viene dato da sua zia, Ashley, la quale sceglie questo perché è un nome semplice, dicendo che lui avrà una vita abbastanza complicata, in quanto figlio di adolescenti. Il bambino nasce prematuro, ma è comunque molto sano. Dopo la nascita viene accudito da Amy a casa sua, ma anche suo padre, Ricky, cerca di essere presente il più possibile.
Per lei inizia un periodo veramente duro: i rapporti con gli amici sono prioritari al bambino, e mentre Ben vuole copulare con lei, Amy gli dice di non volerlo più fare. Perde tre mesi di scuola e mentre Ben la vuole portare a Bologna, lei decide di seguire la scuola estiva per completare la classe che non aveva finito.